# 蘇慧倫
蘇慧倫（Tarcy Su，1970年10月27日—），臺灣女歌手、演員，1990年出道，與香港女藝人周慧敏並稱為“玉女掌門人”。

## 生平
蘇慧倫出生於臺北市。畢業於懷生國中後，就讀於華岡藝校戲劇科。她在柯一正老師的介紹之下去試音，之後便與朱雀文化製作簽約（由滾石唱片發行），於1990年3月以鄰家女孩姿態出道，她發行首張專輯《追得過一切》便引起廣大迴響，其清新形象被封為「玉女掌門人」、「學生情人」。1991年與成龙合唱歌曲《在我生命中的每一天》。
1994年蘇慧倫與滾石唱片簽約，在滾石的企劃主導下嘗試各種不同的曲風及形象包裝，1996年起憑著「變身三部曲」：《Lemon Tree》（1996）、《鴨子》（1996）、《傻瓜》（1997）三張專輯站上聲勢巔峰，成為當時引領流行的代言人之一，如《傻瓜》專輯中的傻瓜頭，便成為當時模仿的焦點。
2001年推出專輯《戀戀真言》後，蘇慧倫將演藝重心轉向戲劇演出。2003年期間曾邀请张震嶽为其制作专辑，但滚石因故未发行。2005年轉換新東家上華唱片后，隔年才以睽違四年多的《同名專輯》復出歌壇，展現輕熟女的風範。
戲劇方面，蘇慧倫在1993年第一次參與了電影《只要為你活一天》演出，並且在2002年公視人生劇展《童女之舞》中突破演出女同志的角色，而2003年公視人生劇展《終身大事》的演出亦入圍了該年度的金鐘獎單元劇女主角。2005年的《深海》飾演一名憂鬱症患者，在亞太影展上入圍了最佳女主角，差一票當選影后。2008年，蘇慧倫以電影《流浪神狗人》中的一角擊敗了勁敵，奪得羅馬亞洲電影節影后，其成為從影15年來的第一個演技獎項。
2018年，相信音樂宣布蘇慧倫復出參與超犀利趴9 小巨蛋主場SUPER STAGE2018年8月4日演唱會，與Perfume、五月天、韋禮安、Frandé法蘭黛樂團、蕭秉治（廷廷）一起，開啟睽違多年的首場大型公開演出。
2020年3月，發行睽違長達十多年的全新大碟《面面》，並憑藉此專輯於隔年第32屆金曲獎首度入圍最佳華語女歌手獎；此外專輯歌曲〈安和〉亦獲得最佳作曲人獎肯定。同年底，帶著回憶殺金曲登上台北跨年舞台，直創最高收視、聲勢驚人。
2021年2月，全聯福利中心宣布邀請其擔任咖啡自有品牌OFF COFFEE代言人，她化身為最美家庭主婦，成功為OFF COFFEE帶來一倍的成長銷售量。雙方於2022年3月再次續約，並推出2022全聯 OFF COFFEE 年度主題曲〈我是我的〉。
2024年6月，鐘愛舞台的她，曾在戲劇裡亦有多部作品，回歸後戲劇邀約不絕，再度為NETFILX強檔劇集：「誰是被害者2」跨界主演劇中大魔王「法醫薛欣寧」，強烈反差感讓眾人驚豔不已。
2025適逢出道35周年，于2月發行睽違5年的全新專輯《輕重Aftersun》,不僅收獲各界好評以及好成績，數位、電台等排行榜從發行至今累積了23個冠軍。

## 近年演唱活動
| 日期                 | 名稱                                                                 | 地點                         |
| -------------------- | -------------------------------------------------------------------- | ---------------------------- |
| 2018年8月4日（六）   | 超犀利趴 9                                                           | 台北小巨蛋                   |
| 2019年12月31日（六） | 臺北最High新年城 2020 跨年晚會                                       | 台北市政府前市民廣場         |
| 2020年1月3日（五）   | 五月天「Mayday 2019-2020 Just Rock It!!! “藍｜BLUE”」桃園站 神秘嘉賓 | 桃園國際棒球場               |
| 2020年1月12日（日）  | 台視超級巨星紅白藝能大賞                                             | 台北小巨蛋                   |
| 2020年8月1日（六）   | 蘇慧倫出道 30 週年暨演唱會「生命之花」簽票會                         | 台北新光三越信義香堤大道廣場 |
| 2020年8月14日（五）  | 屏東三大日音樂節壓軸演出                                             | 屏東縣立體育館前             |
| 2020年8月23日（日）  | 中華職棒Lamigo桃猿阿迷趴                                             | 桃園國際棒球場               |
| 2020年9月12日（六）  | 蘇慧倫「生命之花」30週年演唱會台北場                                 | 台北流行音樂中心             |
| 2020年10月4日（日）  | 2020新北市河海音樂季「來新北音樂盒‧野餐」壓軸演出                    | 新北大都會公園               |
| 2020年10月11日（日） | 雅詩蘭黛集團粉紅絲帶線上公益演唱會                                   | 線上                         |
| 2020年11月28日（六） | 第三屆愛之日常音樂節「勇氣場」                                       | 台北流行音樂中心             |
| 2020年12月12日（六） | Simple Life ORIGINAL 簡單生活節                                      | 華山 1914 文化創意產業園區   |
| 2021年4月25日（日）  | 「真嗨高流！」演唱會搶聽會                                           | 高雄流行音樂中心前廣場       |
| 2021年5月8日（六）   | 周華健「少年俠客」世界巡迴演唱會神秘嘉賓                             | 高雄巨蛋                     |
| 2021年11月27日（日） | 全聯 feat. 相信音樂「謝謝你做好事 We Together」演唱會                | 大安森林公園                 |
| 2021年12月25日（六） | 「GoodDay 有愛大聲唱」開場演出                                       | 三重先嗇宮廣場               |
| 2021年12月31日（五） | 2022台灣燈會會前會高雄跨年                                           | 「蓬萊舞台」高雄港棧庫群     |
| 2022年9月3日（六）   | 蘇慧倫「生命之花」30週年演唱會高雄場                                 | 高雄流行音樂中心             |
| 2023年1月1日（日）   | 高流幸福式演唱會演出                                                 | 高雄流行音樂中心海風廣場     |
| 2025年1月18日（六）  | 一路向東演唱會-花蓮站                                                | 花蓮市東大門廣場             |

## 個人生活
據蘇慧倫自己所述，這個英文名字是以前看雜誌時，看到這個英文名字而覺得不錯，但當時覺得雜誌應該是寫錯字了，所以就自己改成了。蘇慧倫的姊姊蘇霈（舊藝名蘇愛倫）亦為歌手。
2014年3月6日，與『滑板教父』孫益民登記結婚。2015年，長子誕生。

## 音樂作品

### 國語

#### 正規專輯
| 發行日期       | 名稱                         | 發行公司          |
| -------------- | ---------------------------- | ----------------- |
| 1990年3月8日   | 《追得過一切》               | 朱雀文化·滾石唱片 |
| 1990年11月9日  | 《我在你心裏有沒有重量》     | 朱雀文化·滾石唱片 |
| 1991年7月25日  | 《甜蜜心事》                 | 朱雀文化·滾石唱片 |
| 1992年8月6日   | 《寂寞喧嘩》                 | 朱雀文化·滾石唱片 |
| 1993年6月10日  | 《六月的茉莉夢》             | 朱雀文化·滾石唱片 |
| 1994年10月1日  | 《就要愛了嗎》               | 滾石唱片          |
| 1995年10月5日  | 《滿足》                     | 滾石唱片          |
| 1996年5月23日  | 《Lemon Tree》               | 滾石唱片          |
| 1996年12月27日 | 《鴨子》                     | 滾石唱片          |
| 1997年8月8日   | 《傻瓜》                     | 滾石唱片          |
| 1999年1月15日  | 《Happy Hours》              | 滾石唱片          |
| 1999年12月31日 | 《懶人日記》                 | 滾石唱片          |
| 2001年12月25日 | 《》                         | 滾石唱片          |
| 2006年4月25日  | 《蘇慧倫》                   | 上華唱片          |
| 2007年10月19日 | 《蘇慧倫，左撇子，旋轉門。》 | 環球音樂          |
| 2020年3月9日   | 《面面》                     | 相信音樂          |
| 2025年2月18日  | 《輕重》                     | 相信音樂          |

#### 迷你专辑
- 1996年10月：《檸檬原舞曲》
- 1997年：《Ya!Remix》
- 1997年1月28日：《鴨子原舞曲》
- 1997年8月29日：《圈圈》
- 1999年1月15日：《Tarcy In Yellow Submarine》
- 2016年8月9日：《我們快樂地向前走[7]》

#### 單曲

##### 獨唱單曲
- 1994年　國語單曲「希望你會懂」（收錄於「愛在情歌蔓延時」合輯）
- 1994年　國語單曲「日月星辰」（收錄於「九大天王IV」合輯）
- 1994年　台語單曲「苦海深深」（收錄於「春天的花蕊」合輯）
- 1999年　國語單曲「天下大亂」（收錄於「楊佩佩大戰金庸」合輯）
- 2004年　國語單曲「帶我走」（收錄於「心戀」電影原聲帶）
- 2009年　國語單曲「少了點什麼」（舞台劇「露露聽我說」主題曲）
- 2010年　國語單曲「有一天」（收錄於「有一天」電影原聲帶）
- 2019年　國語單曲「為你變成他」（偶像劇「跟鯊魚接吻」片頭曲）
- 2022年　國語單曲「我是我的」（2022全聯 OFF COFFEE 年度主題曲）
- 2023年　國語單曲「反派」（台劇「最佳利益2-決戰利益」插曲）
- 2024年　國語單曲「不管不管」

##### 合唱單曲
- 1997年　「Coffee Tea or Me 我愛你」（收錄於周華健「朋友」專輯）
- 2000年　「火花」（收錄於「滾石１哥」合輯）
- 2003年　「還剩下什麼」（收錄於羽泉「沒你不行」專輯、「簡單情歌II─男人真幸福」合輯）
- 2008年　「那年的星空」（舞台劇「陪我看電視」主題曲）
- 2013年　「潇潇雨未歇」（電視劇「精忠岳飛」主題曲）
- 2013年　「不可能是不可能的事」（電影「昆塔」主題曲）
- 2021年　「手牽手2021」
- 2021年　「我要我們在一起」
- 2025年　「心流」（北流五週年音樂共創計畫）

### 粵語

#### 正規專輯
- 1994年11月29日：《我有時會想》
- 1996年2月7日：《自然喜歡你》
- 1996年11月15日：《話說蘇慧倫X檔案》

### 精選輯
- 1994年4月15日：《愛上飛鳥的女孩》
- 1998年1月8日：《失戀萬歲》
- 1999年4月8日：《倫選》
- 2002年6月17日：《蘇情時間：1990～2002全經典》
- 2003年2月26日：《滾石香港黃金十年》
- 2020年8月28日：《生命之花》

## 演唱會
- 1997年9月7日(日)蘇慧倫 傻瓜無敵登陸地球演唱會
- 1998年1月滾石《超級任務三人行》演唱會
- 1998年10月任賢齊內地《愛情龍捲風》演唱會
- 1999年2月與周華健、無印良品聯袂演出-《三民主義》演唱會
- 1999年7月與李度、萬芳、辛曉琪聯袂演出- 《情牽女人心》演唱會，北京工人體育館
- 2000年1月《我在顫抖，我要戀愛》蘇情蘇慧倫演唱會
- 2001年12月15日起《Mini Cafe' Tour》巡迴演唱會(16場)
- 2003年1月3日起慧倫邀你一起來賞歌PUB巡迴演唱會(4場)
- 2006年5月13日(六)蘇慧倫 Tarcy Su【就愛蘇慧倫演唱會】
- 2010年6月18日(五)蘇慧倫20週年我們的青春啊演唱會
- Legacy Presents【2016都市女聲】火車快飛 小巡迴(3場)
- 蘇慧倫生命之花30週年巡迴演唱會(3場)
  - 2020年9月12日，台北流行音樂中心
  - 2022年9月3日，高雄流行音樂中心
  - 2024年6月1日，新加坡星宇表演藝術中心
- 2023年3月8日《好好》線上演唱會-蘇慧倫Ｘ劉若英Ｘ丁噹Ｘ白安
- 蘇慧倫《就說給我聽》巡迴演唱會(7場)
  - 2025年6月13日，上海MODERN SKY LAB
  - 2025年6月15日，杭州大麥·66Livehouse
  - 2025年6月22日，台北Legacy TERA
  - 2025年7月4日，武漢不晚InTime Live（漢陽造店）
  - 2025年7月6日，北京1919 LIVEHOUSE
  - 2025年7月11日，成都正火藝術中心1號館
  - 2025年7月13日，廣州大麥66Livehouse（流花中心店）

## 演出作品

### 長篇劇集
| 年 度  | 首播日期 | 播 出 頻 道 | 劇 名          | 導 演  | 片 長 | 飾 演  | 合 作 演 員                                                    | 備 註                                 |
| ------ | -------- | ----------- | -------------- | ------ | ----- | ------ | -------------------------------------------------------------- | ------------------------------------- |
| 2002年 |          |             | 《追夢》       |        | 20集  | 丁芸   | 吴奇隆、嚴寬、張茜 等                                          |                                       |
| 2003年 | 7月4日   | CCTV        | 《似水年華》   | 黃磊   | 23集  | 芙     | 黃磊、劉若英、李心潔、黃舒駿等                                 |                                       |
| 2003年 | 7月28日  | 台視        | 《心動列車》   | 王明台 | 20集  | Anita  | 周群達、張孝全、楊謹華                                         | 台視都會愛情劇 第二單元「喔! 對面的」 |
| 2005年 |          | 南方電視台  | 《醋溜族》     |        | 40集  | 廖春蘭 | 范瑋琪、孔令奇、佟大偉、楊若兮等                               | 朱德庸漫畫改編                        |
| 2008年 | 5月25日  | 華視        | 《蜂蜜幸運草》 | 李雲嬋 | 14集  | 方理花 | 鄭元暢、彭晏、張鈞甯、李國毅、伊藤千晃、張翰、陳宇凡、蘇見信等 |                                       |

### 迷你劇集
| 年 度  | 首播日期 | 播 出 頻 道 | 劇 名           | 導 演          | 片 長 | 飾 演  | 合 作 演 員                                  | 備 註 |
| ------ | -------- | ----------- | --------------- | -------------- | ----- | ------ | -------------------------------------------- | ----- |
| 2024年 | 6月21日  | Netflix     | 《誰是被害者2》 | 莊絢維、陳冠仲 | 8集   | 薛欣寧 | 張孝全、許瑋甯、李沐、王識賢、藤岡靛、劉俊謙 |       |

### 電視電影
| 年 度  | 首播日期 | 播 出 頻 道 | 劇 名                | 導 演  | 片 長 | 飾 演  | 合 作 演 員                            | 備 註                                                                   |
| ------ | -------- | ----------- | -------------------- | ------ | ----- | ------ | -------------------------------------- | ----------------------------------------------------------------------- |
| 1990年 |          | 公視        | 《風和草的對話》     | 張作驥 |       |        | 柯素雲、謝祖武、范鴻軒等               | 電視單元劇                                                              |
| 2000年 |          | 中視        | 《曉光》             | 鈕承澤 |       |        | 鈕承澤、李靜美、金士傑、郎祖筠、李行等 | 金鐘劇                                                                  |
| 2001年 |          | 公視        | 《一個住飯店的男人》 | 林正盛 |       |        | 林強、蕭淑慎、阮佩芸、魏伯勤、潘慧如等 | 公視人生劇展                                                            |
| 2002年 |          | 公視        | 《開枝散葉》         | 林智祥 | 1集   | (客串) | 陳淑芳、林秀玲、秋乃樺                 | 公視人生劇展                                                            |
| 2002年 | 2月12日  | 公視        | 《童女之舞》         | 曹瑞原 | 1集   | 童素心 | 陳柏蓁、柯淑勤、張龍、丁強、李烈等     | - 原著: 曹麗娟(1991年聯合報短篇小說首獎) - 公視人生劇展                 |
| 2003年 |          | 公視        | 《終身大事》         | 陳芯宜 |       | 一禾   | 屈中恆、李烈、柯一正等                 | - 公視人生劇展 - 金鐘獎最佳單元劇、導演、編劇、女主角、女配角等六項提名 |

### 長篇電影
| 年 度  | 劇 名          | 片 長   | 飾 演  | 導 演  | 合 作 演 員                             | 備 註                                          |
| ------ | -------------- | ------- | ------ | ------ | --------------------------------------- | ---------------------------------------------- |
| 1993年 | 只要為你活一天 | 120分鐘 | 杜平   | 陳國富 | 葉玉卿、吳大維、高捷、李明依等          |                                                |
| 1997年 | 藍月           |         | 逸芳   | 柯一正 | 張翰、戴立忍、大衛王等                  |                                                |
| 2004年 | 心戀           | 109分鐘 | 樓寧   | 尹祺   | 林佑威、張永智、吳立琪等                | - 「帶我走」、「最後一次感動」收錄在電影原聲帶 |
| 2005年 | 深海           | 108分鐘 | 佩玉   | 鄭文堂 | 李威、陸弈靜、戴立忍等                  | - 第51屆亞太影展最佳女主角（入圍）             |
| 2007年 | 流浪神狗人     | 120分鐘 | 青青   | 陳芯宜 | 張翰、張洋洋、高捷、杜曉寒、尤勞·尤幹等 | - 2008 羅馬亞洲電影節最佳女主角                |
| 2012年 | 我和你         | 90分鐘  | 艾老師 | 扈耀之 | 張信哲、英達、王勁松、劉金山            |                                                |

### 舞台劇
1997年參加郭子的台北故事劇場大型舞台劇「春光進行曲」演出
- 導演：陳培廣
- 編劇：孫法均
- 劇本改編：陳培廣
- 助理導演：陳金煌、徐堰鈴
- 演員：蘇慧倫、陳湘琪、徐婉瑩、陸麗容、王也民、戴立忍、任賢齊、郭子
- 1997年4月6日 舉辦春光進行曲新書首賣簽名會，但蘇慧倫並未出席
- 1997年4月12日 「春光．進．行．曲」今晚在國家劇院上演
- 1997年4月20日 蘇慧倫來台南市立文化中心，進行春光進行曲
- 1997年5月-6月 進行多場春光進行曲

2009年參加 舞台劇【露露·聽我說】演出
- 導演：單承矩
- 音樂總監：張信哲
- 藝術總監：郭子（郭蘅祈）
- 演員：蘇慧倫（飾演 小母狗露露）、張信哲（飾演 男主人）、黃韻玲（飾演 女主人）

- 2009年在上海舉辦記者發佈會
- 2009年11月12日-11月15日 上海 靜安區 美琪大劇院
- 2009年11月20日-11月21日 浙江杭州 上城區 杭州大劇院

### 音樂錄影帶（MV）
- 1987年 陳淑樺-下雨城市
- 1996年 任賢齊-依靠
- 2000年 任賢齊-橘子香水
- 2002年 任賢齊-一個人
- 2004年 陳淑樺-無言的表示
- 2007年 潘瑋柏〈路太彎〉（收錄於潘瑋柏專輯《玩酷》）

## 綜藝節目
- 2020年 三立電視台 中視 綜藝玩很大 特別來賓
- 2020年 三立電視台 綜藝大熱門 特別來賓
- 2022年 衛視中文台 台視 Netflix 嗨！營業中 小幫手
- 2023年10月 中国大陸东方卫视 我们的歌 (第五季)

### 廣告歌
- 1990年「雪鐵龍」
- 1990年「天仁紅茶」

## 出版書籍
- 1995年「戀戀慧倫寫真集」
- 1996年「蘇慧倫演唱經典樂譜第一集：就要愛了嗎」
- 1996年「蘇慧倫演唱經典樂譜第二集：愛我好嗎」
- 2000年「花樣攝影集」

## 派台歌曲成績（香港地區）
| 派台歌曲成績（四台） | 派台歌曲成績（四台）          | 派台歌曲成績（四台） | 派台歌曲成績（四台） | 派台歌曲成績（四台） | 派台歌曲成績（四台） | 派台歌曲成績（四台）                | 派台歌曲成績（四台）                |
| -------------------- | ----------------------------- | -------------------- | -------------------- | -------------------- | -------------------- | ----------------------------------- | ----------------------------------- |
| 唱片                 | 歌曲                          | 903                  | RTHK                 | 997                  | TVB                  | 備註                                | 備註                                |
| 1991年               |                               |                      |                      |                      |                      |                                     |                                     |
| 東方之珠II           | 在我生命中的每一天（國）      | /                    | /                    | /                    | /                    | 與成龍合唱                          | 與成龍合唱                          |
| 1993年               |                               |                      |                      |                      |                      |                                     |                                     |
| 寂寞喧嘩             | 和雨跳舞（國）                | 29                   | /                    | /                    | -                    |                                     |                                     |
| 1994年               |                               |                      |                      |                      |                      |                                     |                                     |
| 我有時會想           | 我不是一個人住                | 4                    | 4                    | /                    | /                    |                                     |                                     |
| 未變過               | 舊情復熾                      | 2                    | 13                   | 1                    | /                    | 與杜德偉合唱                        | 與杜德偉合唱                        |
| 我有時會想           | 天台上的星光                  | /                    | -                    | /                    | /                    |                                     |                                     |
| 我有時會想           | 愛的呼應                      | 12                   | -                    | /                    | -                    |                                     |                                     |
| 我有時會想           | 少女問                        | 12                   | -                    | /                    | -                    |                                     |                                     |
| 1995年               |                               |                      |                      |                      |                      |                                     |                                     |
| 燒得厲害3            | 愛了再愛                      | 9                    | -                    | /                    | /                    | 與周華健合唱                        | 與周華健合唱                        |
| 自然喜歡你           | 有誰像你愛我                  | 8                    | -                    | /                    | /                    | 另派巫奇合唱版本                    | 另派巫奇合唱版本                    |
| 1996年               |                               |                      |                      |                      |                      |                                     |                                     |
| 自然喜歡你           | 要你記住我                    | /                    | -                    | /                    | /                    |                                     |                                     |
| 自然喜歡你           | 給四季預算                    | 15                   | -                    | /                    | -                    |                                     |                                     |
| 自然喜歡你           | 春的花 秋的風 冬的飄雪 愛的人 | /                    | -                    | /                    | /                    |                                     |                                     |
| 自然喜歡你           | 這樣已經是最好                | -                    | -                    | /                    | -                    |                                     |                                     |
| Lemon Tree           | Lemon Tree（國）              | 12                   | 2                    | /                    | -                    | OT：Fools Garden ~ Lemon Tree（英） | OT：Fools Garden ~ Lemon Tree（英） |
| Lemon Tree           | 被動（國）                    | /                    | -                    | /                    | -                    |                                     |                                     |
| 話說蘇慧倫X檔案      | 話說…                         | 16                   | /                    | /                    | -                    |                                     |                                     |
| 2002年               |                               |                      |                      |                      |                      |                                     |                                     |
| 真言                 | Final Home（國）              | -                    | 13                   | -                    | -                    |                                     |                                     |
| 派台歌曲成績（五台） |                               |                      |                      |                      |                      |                                     |                                     |
| 唱片                 | 歌曲                          | 903                  | RTHK                 | 997                  | TVB                  | ViuTV                               | 備註                                |
| 2020年               |                               |                      |                      |                      |                      |                                     |                                     |
| 面面                 | 為你變成他（國）              | -                    | -                    | -                    | ×                    | ×                                   |                                     |
| 面面                 | 安和（國）                    | -                    | -                    | -                    | ×                    | ×                                   |                                     |
| 2022年               |                               |                      |                      |                      |                      |                                     |                                     |
|                      | 我是我的（國）                | -                    | -                    | -                    | -                    | -                                   |                                     |
| 2024年               |                               |                      |                      |                      |                      |                                     |                                     |
|                      | 不管不管（國）                | -                    | -                    | -                    | ×                    | -                                   | 新城國語力排行榜：2                 |
| 2025年               |                               |                      |                      |                      |                      |                                     |                                     |
|                      | 抬頭紋（國）                  | -                    | -                    | -                    | ×                    | -                                   |                                     |

| 903 | RTHK | 997 | TVB | ViuTV | 備註                                |
| 0   | 0    | 1   | 0   | 0     | 五台冠軍歌總數：0 四台冠軍歌總數：0 |

## 獎項紀錄
| 年份 | 典禮類型                    | 獎項                       | 作品                  | 結果 |
| ---- | --------------------------- | -------------------------- | --------------------- | ---- |
| 1991 | 《中廣知音時間》            | 年度十大暢銷華語專輯(銀獎) | 《追得過一切》        | 獲獎 |
| 1994 | 第6屆叱咤樂壇流行榜頒獎典禮 | 播放率最高創作歌曲         | 〈我不是一個人住〉    | 獲獎 |
| 1996 | 第3屆全球華語榜中榜         | 中文Top 20榜中榜歌曲       | 〈Lemon Tree〉        | 獲獎 |
| 1997 | 《新加坡SPVA暢銷榜》        | 銷售冠軍                   | 《鴨子》              | 獲獎 |
| 2003 | 第1屆東南勁爆音樂榜         | 爆最佳單曲獎               | 《鴨子》              | 獲獎 |
| 2003 | 第38屆金鐘獎                | 迷你劇集/電視電影女主角    | 人生劇展-《終身大事》 | 提名 |
| 2006 | 《中國音樂聯播榜》          | 十大金曲                   | 〈不想想太多〉        | 獲獎 |
| 2006 | 第51屆亞太影展              | 最佳女主角                 | 《深海》              | 提名 |
| 2008 | 第10屆TVB8金曲榜頒獎典禮    | 金曲榜金曲獎               | 〈左撇子〉            | 提名 |
| 2008 | 第2屆澳門國際電影節         | 最佳女主角                 | 《我和你》            | 提名 |
| 2010 | 第6屆羅馬亞洲電影節         | 最佳女主角                 | 《流浪神狗人》        | 獲獎 |
| 2020 | 第10屆全金音樂聯盟          | 20大金曲                   | 〈真面目〉            | 獲獎 |
| 2021 | 第1屆 PlayMusic Awards      | 年度十大華語專輯           | 《面面》              | 獲獎 |
| 2021 | 第32屆金曲獎                | 最佳華語女歌手             | 《面面》              | 提名 |
| 2021 | 第32屆金曲獎                | 最佳作曲人                 | HUSH〈安和〉          | 獲獎 |

- 1994獲 第2屆新加坡金曲獎 最受歡迎女歌手
- 1994獲 第6屆叱咤樂壇流行榜頒獎典禮 叱咤樂壇過江龍(銅獎)
- 1994獲 新加坡《星期5週報》 學生選偶像音樂組(金獎)
- 1995獲 《香港金心》 最佳台灣女歌手
- 1996獲 台灣十大最受歡迎偶像 第8名
- 1997獲 第7屆金曲龍虎榜 第8名
- 2006獲 騰訊網最佳風尚女歌手

## 外部連結
- 蘇慧倫的新浪微博
- 蘇慧倫的Facebook專頁
- 蘇慧倫 痞客邦 （页面存档备份，存于）
- 蘇慧倫 新浪部落 （页面存档备份，存于）
- 蘇慧倫的Plurk專頁
- 蘇慧倫在互联网电影资料库（IMDb）上的資料（英文）
- 蘇慧倫在香港影庫上的簡介
- 蘇慧倫在时光网上的簡介（简体中文）